# Вулиця Габдрахманова
Вулиця Габдрахманова — вулиця у Фортечному районі міста Кропивницького. Названа на честь Героя Радянського Союзу Барі Габдрахманова.

## Географія
Пролягає від вулиці Глінки до вулиці Юрія Бутусова. Також з'єднує між собою: Ростовський провулок, вулиці Тобілевича, Каховську, Павла Рябкова, Рівненський та Обривний провулки, вулиці Андріївську, Вокзальну та Нахімова.

## Транспорт
- тролейбус (по вул. Вокзальній): №№ 1, 9 (зупинка «Габдрахманова»).

## Об'єкти
- буд. № 5: Кропивницька поліклініка № 1.